# Publicitat contextual
Plantilla:Internet Marketing
La publicitat contextual és una modalitat de publicitat personalitzada per a anuncis que a apareixen a llocs web o altres mitjans, com ara els navegadors mòbils. Uns sistemes automatitzats seleccionen i serveixen els anuncis en funció del contingut que l'usuari consulta.

## Com funciona la publicitat contextual
Els sistemes de publicitat contextual escanegen el text dels llocs web per buscar-hi paraules clau i hi envien anuncis segons quines siguin aquestes paraules. Els anuncis es poden desplegar a la mateixa pàgina o en finestres emergents. Per exemple, si l'usuari està mirant una pàgina d'esports i aquesta pàgina fa servir publicitat contextual, segurament l'usuari veurà anuncis d'empreses relacionades amb l'esport, com ara venedors de records o d'entrades. Els motors de cerca també fan servir la publicitat contextual per mostrar anuncis en les seves pàgines de resultats segons les paraules clau que l'usuari hagi fet servir en la seva consulta.
La publicitat contextual és una varietat de publicitat personalitzada en què el contingut d'un anunci està directament correlacionat amb el contingut de la pàgina web que l'usuari està veient. Per exemple, si visiteu una pàgina web sobre viatges a Europa i veieu que apareix un anunci emergent amb una oferta de vols barats a Itàlia, es tracta de publicitat contextual. La publicitat contextual també es coneix com a publicitat "in-text" o tecnologia "en context".
Si l'usuari no clica sobre l'anunci passat un determinat període, es canvia automàticament al següent anunci relacionat (hi ha un temps mínim abans que això no passi) i es mostra a baix l'opció de tornar enrere a l'anunci anterior.

## Proveïdors de serveis
Google AdSense va ser la primera gran xarxa de publicitat contextual. Proporciona als administradors de webs un codi JavaScript que, una vegada s'ha introduït a les pàgines web, mostra anuncis relacionats de l'inventari d'anuncis de Google. La pertinència es calcula mitjançant un robot independent de Google, Mediabot, que indexa el contingut de les pàgines web. Recentment han sorgit proveïdors de tecnologia i de serveis amb sistemes més sofisticats que fan servir algoritmes coincidents amb patrons de proximitat independents des del punt de vista del llenguatge per tal d'augmentar la precisió.
D'ençà de l'aparició d'AdSense, Yahoo! Bing Network Contextual Ads, Microsoft adCenter, Advertising.com, ads.hsoub.com Sponsored Listings (antigament Quigo) i altres s'han preparat per fer oferir productes similars.

## Impacte
La publicitat contextual ha tingut un impacte important en els ingressos de molts llocs web. Com que els anuncis són més personalitzats, és més probable que els usuaris hi cliquin, la qual cosa genera ingressos al propietari del lloc web (i al servidor de l'anunci). Una gran part dels ingressos de Google venen dels anuncis contextuals servits a milions de pàgines web que fan servir el programa AdSense.
La publicitat contextual ha despertat certa controvèrsia a causa de l'ús de tècniques com els enllaços a tercers, en què un tercer instal·la programari a l'ordinador d'un usuari que interactua amb el navegador. Les paraules clau es mostren com a hiperenllaços que condueixen a les pàgines dels anunciants.
Aquest tipus de publicitat també s'aplica a la indústria aèria, ja que cada vegada més aerolínies ofereixen als anunciants l'oportunitat d'anunciar-se en les targetes d'embarcament que s'imprimeixen a casa, als itineraris i als correus electrònics de confirmació. L'empresa que lidera aquesta tendència és Ink, que treballa amb moltes aerolínies per ajudar-les a generar ingressos addicionals.

## Els papers de les agències
Hi ha diverses agències de publicitat que ajuden les marques a entendre com efecten les opcions de publicitat contextual en els seus plans de publicitat. La publicitat en línia consta de tres components principals:
1. creació — com és l'anunci
2. planificació de mitjans — on s'han de publicar els anuncis
3. compra — com es paguen els anuncis

La publicitat contextual reemplaça el component de la planificació de mitjans: els humans ja no s'encarreguen de triar les opcions d'emplaçament, aquesta funció la duen a terme uns ordinadors que faciliten l'emplaçament de milers de llocs web .